# 国際連合安全保障理事会決議1368
国際連合安全保障理事会決議1368（こくさいれんごうあんぜんほしょうりじかいけつぎ1368、英: United Nations Security Council Resolution 1368）は、2001年9月12日に国際連合安全保障理事会で採択されたテロ行為による国際平和と安全への脅威に関する決議。略称はUNSCR1368。

## 概要
国連安保理決議1368は、2001年9月11日のアメリカ同時多発テロ事件を受け、同事件の被害国であるアメリカ合衆国及びその同盟国について、その前文において個別的又は集団的自衛の固有の権利を認識すると定めたもの。事件直後に緊急招集された理事会において全会一致で採択された。

## 主な条文

### 前文
- テロがもたらす国際の平和及び安全に対する脅威に対してあらゆる手段を用いて闘うことを決意する。
- 国連憲章に従って個別的又は集団的自衛の固有の権利を認識する。

### 本文
1. アメリカ同時多発テロ事件を強く非難し、そのような行為が国際の平和及び安全に対する脅威であると認める。
2. 犠牲者及びその家族並びにアメリカ国民に対して同情及び哀悼の意を表明する。
3. すべての国に対して、テロ攻撃の実行者らを法に照らして裁くために緊急に取り組むことを求め、これらの者を支持又はかくまう者はその責任が問われることを強調する。
4. 関連する国際テロ対策条約及1999年10月19日採択の安保理決議1269号などの完全な実施によって、テロ行為を防止し抑止するため一層の努力をするよう国際社会に求める。
5. 2001年9月11日のテロ攻撃に対応し、あらゆる形態のテロリズムと闘うため、国連憲章のもとでの同理事会の責任に従い、あらゆる必要な手順をとる用意があることを表明する。